# 捷克杜布
捷克杜布是捷克的城鎮，位於該國北部，距離利貝雷茨12公里，由利貝雷茨州負責管轄，面積22.56平方公里，海拔高度325米，主要經濟活動是旅遊業，2005年人口2,773。

## 外部連結
- Municipal website （页面存档备份，存于）